# Loranca de Tajuña
Loranca de Tajuña ist ein Ort und eine Gemeinde (municipio) mit 1.608 Einwohnern (Stand: 2024) im Südwesten der Provinz Guadalajara in der Autonomen Gemeinschaft Kastilien-La Mancha. 

## Lage und Klima
Loranca de Tajuña liegt am Río Tajuña entfernt in einer Höhe von ca. 710 m in der Kulturlandschaft der Alcarria. Die Entfernung zur nordnordwestlich gelegenen Provinzhauptstadt Guadalajara beträgt ca. 22 km (Fahrtstrecke). Das Klima ist gemäßigt bis warm; Regen (ca. 578 mm/Jahr) fällt übers Jahr verteilt.

## Bevölkerungsentwicklung
| Jahr      | 1857 | 1900 | 1950 | 2000 | 2011 | 2021 |
| Einwohner | 446  | 341  | 278  | 350  | 1434 | 1396 |

## Sehenswürdigkeiten

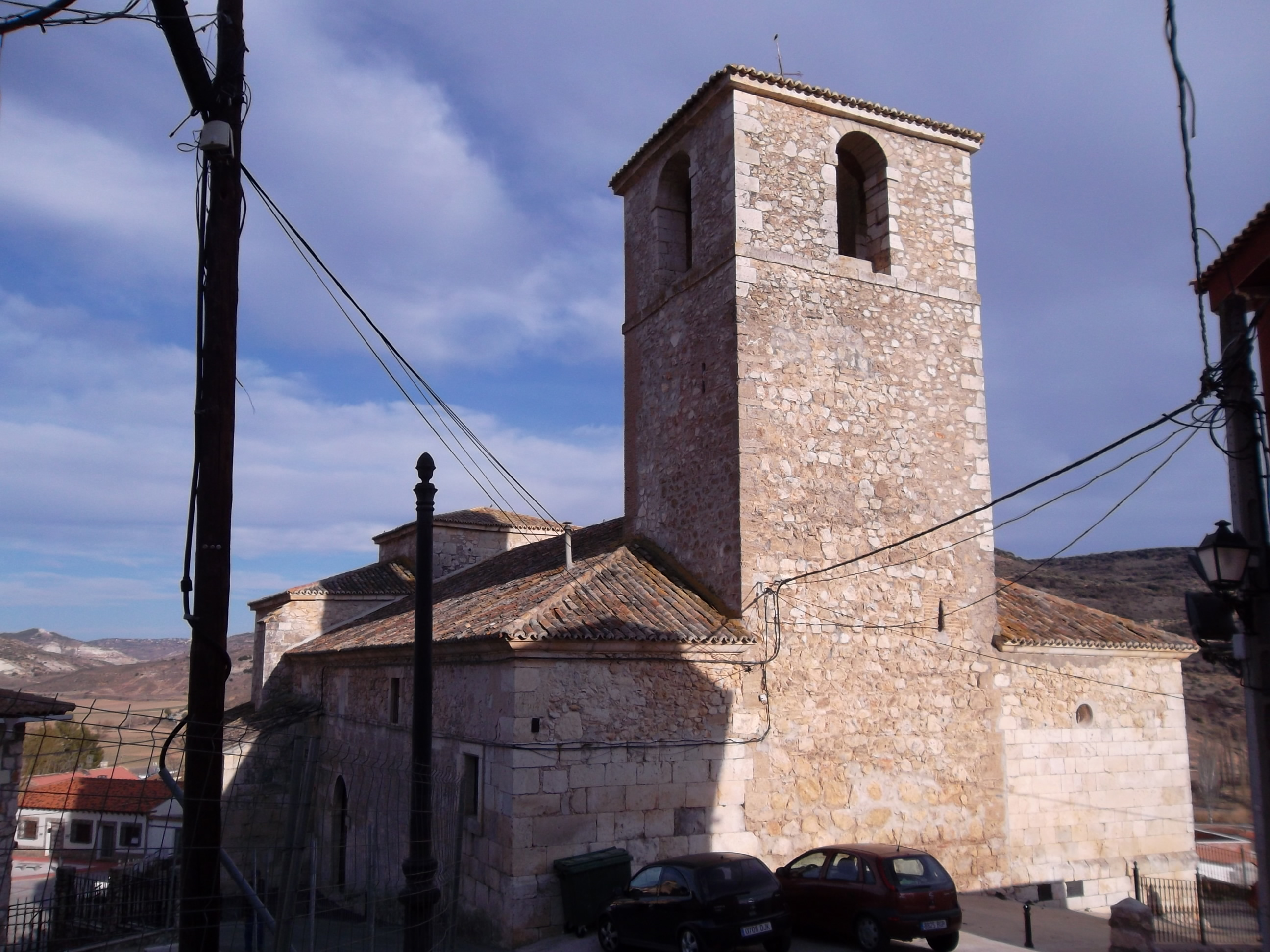
Peterskirche
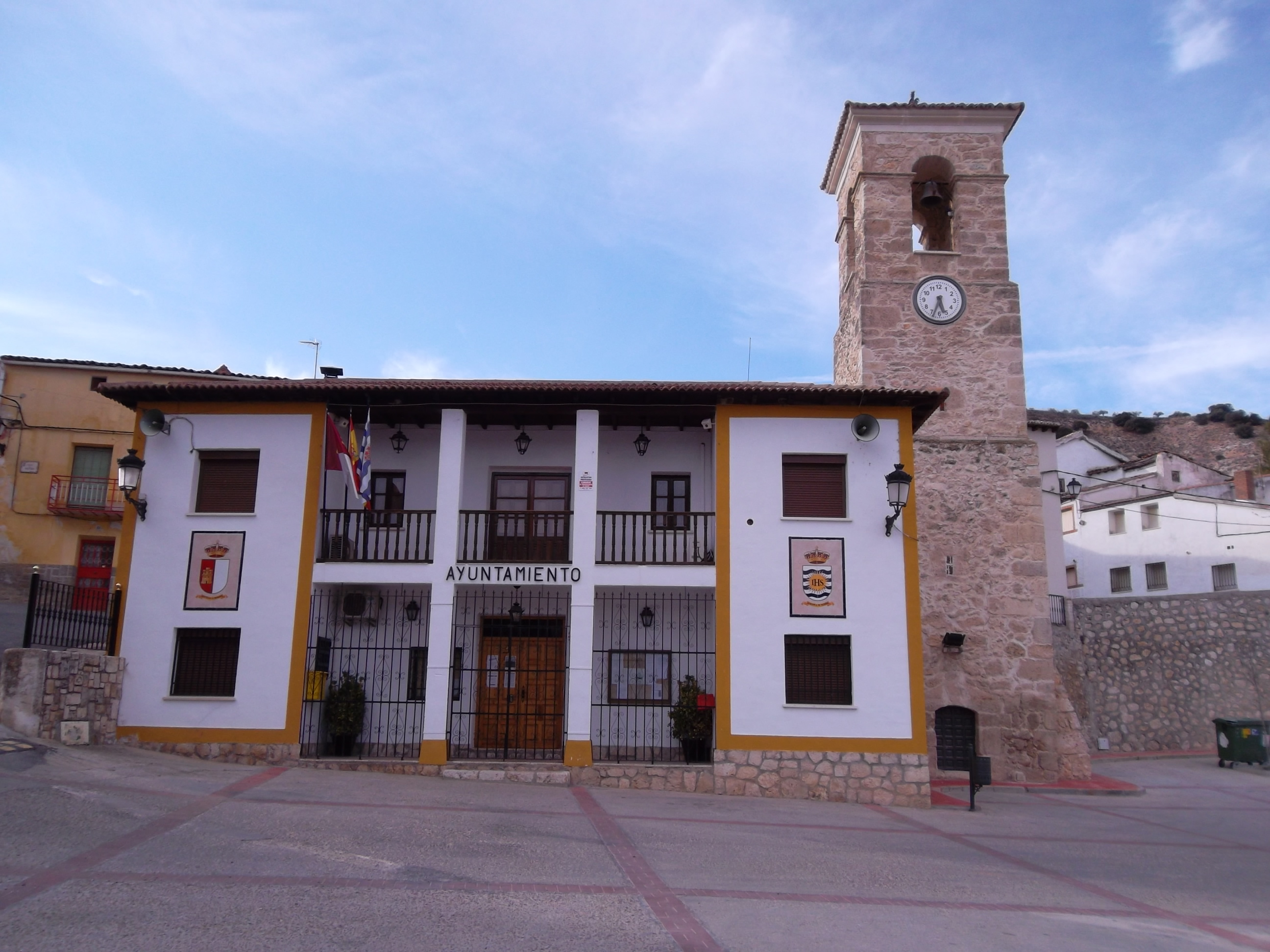
Rochuskapelle

- Peterskirche
- Rathaus